# Cyphonocerus hwadongensis
Cyphonocerus hwadongensis is een keversoort uit de familie glimwormen (Lampyridae). De wetenschappelijke naam van de soort is voor het eerst geldig gepubliceerd in 1998 door Jeng, Yang & Satô.